# Палаццо Дориа-Турси
Палаццо Дориа-Турси, или дворец Никколо Гримальди (итал. Palazzo Doria-Tursi, Palazzo Niccolo Grimaldi), представляет собой здание, расположенное на Виа Гарибальди под номером 9 в историческом центре Генуи. Здание входит в комплекс Палацци-деи-Ролли (итал. Palazzi dei Rolli — «Дворцы по спискам») — градостроительного проекта, связанного с обустройством «Новой улицы» (Le Strade Nuove) ныне Виа Гарибальди. Это первый в европейской истории проект централизованной городской застройки, осуществлявшейся в соответствии с заранее утверждённым планом, разработанным в 1550—1551 годах архитектором Галеаццо Алесси. Более сорока дворцов стеснены на довольно узком участке земли, вдоль прямой, но круто поднимающейся вверх улицы.
13 июля 2006 года дворец наряду с другими сорока двумя палаццо был включён в список объектов Всемирного наследия ЮНЕСКО. Здание является резиденцией Муниципалитета Генуи и частью городского музейного комплекса.
Под схожими названиями в Генуе имеются ещё два палаццо, ранее принадлежавших знатному аристократическому роду Дориа: Палаццо Дориа-Джио Баттиста Спинола (Виа Гарибальди, 6) и Палаццо Дориа-Спинола (Ларго Эрос Ланфранко, 1).

## История
Дворец, самый большой по протяженности на Страда-Нуова, как в то время называлась Виа Джузеппе Гарибальди, был построен в 1565 году братьями Доменико и Джованни Понцелло, архитекторами-маньеристами, учениками Галеаццо Алесси, для Никколо Гримальди, которого называли «Монарх» за количество дворянских титулов, которыми он мог похвастаться, и к которым он добавил бесчисленные заслуги перед королём Неаполя и Сицилии Филиппом II Испанским, главным банкиром которого он был.
Палаццо Дориа-Турси — самое величественное здание на улице, единственное, построенное на трёх участках земли, с двумя большими садами, обрамляющими центральный корпус. В 1597 году дворец стал собственностью Джованни Андреа Дориа, который приобрёл его для своего младшего сына Карло, герцога Турси, которому мы обязаны названием дворца.
После присоединения Генуэзской республики к Королевству Сардиния дворец в 1820 году был приобретён Витторио Эмануэле I Савойским и по этому случаю отремонтирован придворным архитектором Карло Рандони.
С 1848 года в палаццо Дориа-Турси располагается Муниципальный совет Генуи.

## Архитектура и музейное собрание дворца
Фасад палаццо является самым протяжённым из всех дворцов на улице, настолько, что в сборнике гравюр «Дворцы Генуи» (Palazzi di Genova) выполненных Рубенсом в 1622 году, гравюра, посвящённая «дворцу дона Карло Дориа, герцога Турси», поместилась только наполовину. Две эффектные боковые лоджии с «аркадами по колоннам» и видом на улицу были добавлены в 1597 году по заказу Джованни Андреа Дориа и сделаны Таддео Карлоне, автором беломраморного портала с колоннами и фигурами воинов по сторонам гербового щита с орлом семейства Дориа (теперь заменён гербом Генуи).
Рустованные пилястры сменяются на верхнем этаже дорическими. Необычные и даже устрашающие маскароны с волютами венчают наличники окон. Живописность фасадам дворца придает чередование различных материалов: розовый камень, серый и чёрный сланец, белый каррарский мрамор. Всё это создаёт величественный и одновременно маньеристичный вид.
Необычным является и размещение атриума, парадной лестницы и прямоугольного внутреннего двора, приподнятого над уровнем атриума, что создает неожиданное и эффектное раскрытие светового пространства кортиле (двора) окружённого двухъярусными аркадами. Отчасти такая планировка была обусловлена рельефом местности — дворец стоит «спиной» к городскому холму.
Палаццо Дориа-Турси воплощает кульминацию роскоши жилища генуэзской аристократии, о чём свидетельствуют внутреннее оформление, фрески, картины. Здание соединено с соседним Палаццо Бьянко и является частью Генуэзского музейного комплекса «Musei di Strada Nuova». В нём находятся залы музейной галереи с генуэзской живописью XVII и XVIII веков, скульптура «Кающаяся Магдалина» Антонио Кановы, нумизматическая коллекция и коллекция керамики муниципалитета Генуи.
В «Зале Паганиниана» (Sala Paganiniana) сохранились: скрипка, созданная итальянским мастером Гварнери и принадлежавшая Никколо Паганини и известная как «Il Cannone», копия скрипки, сделанной французским мастером Жаном-Батистом Вийомом в Париже в 1834 году для Паганини и принадлежавшая Камилло Сивори, другие реликвии самого известного скрипача всех времен.
Музейное собрание дворца включает и другие исторические реликвии, в том числе манускрипты, принадлежавшие Христофору Колумбу.
- Одна из двух лоджий дворца
- Двор Палаццо
- Главная лестница
- Представительный зал
- Ф. Гандольфи. Христофор Колумб при дворе Испании. Фреска плафона Представительного зала. 1862
- Маскарон фасада
- Маскарон фасада